# Gran Premio del Sudafrica 1963
Il Gran Premio del Sudafrica 1963 è stato un Gran Premio di Formula 1 disputato il 28 dicembre 1963 sul Prince George Circuit di East London. La gara, ultima del Campionato 1963, fu vinta da Jim Clark, alla guida di una Lotus - Climax.

## Qualifiche

### Risultati
| Pos | No | Pilota                  | Costruttore               | Scuderia                    | Tempo  | Distacco |
| --- | -- | ----------------------- | ------------------------- | --------------------------- | ------ | -------- |
| 1   | 1  | Jim Clark               | Lotus - Climax            | Team Lotus                  | 1'28"9 |          |
| 2   | 8  | Jack Brabham            | Brabham - Climax          | Brabham Racing Organisation | 1'29"0 | +0"1     |
| 3   | 9  | Dan Gurney              | Brabham - Climax          | Brabham Racing Organisation | 1'29"1 | +0"2     |
| 4   | 3  | John Surtees            | Ferrari                   | Scuderia Ferrari            | 1'29"8 | +0"9     |
| 5   | 4  | Lorenzo Bandini         | Ferrari                   | Scuderia Ferrari            | 1'30"2 | +1"3     |
| 6   | 5  | Graham Hill             | BRM                       | Owen Racing Organisation    | 1'30"3 | +1"4     |
| 7   | 6  | Richie Ginther          | BRM                       | Owen Racing Organisation    | 1'30"4 | +1"5     |
| 8   | 2  | Trevor Taylor           | Lotus - Climax            | Team Lotus                  | 1'30"4 | +1"5     |
| 9   | 10 | Bruce McLaren           | Cooper - Climax           | Cooper Car Company          | 1'31"2 | +2"3     |
| 10  | 11 | Tony Maggs              | Cooper - Climax           | Cooper Car Company          | 1'31"5 | +2"6     |
| 11  | 12 | Jo Bonnier              | Cooper - Climax           | Rob Walker Racing Team      | 1'32"0 | +3"1     |
| 12  | 7  | Ernie Pieterse          | Lotus - Climax            | Privato                     | 1'34"5 | +5"6     |
| 13  | 19 | John Love               | Cooper - Climax           | Privato                     | 1'34"6 | +5"7     |
| 14  | 22 | David Prophet           | Brabham - Ford            | Privato                     | 1'35"5 | +6"6     |
| 15  | 21 | Brausch Niemann         | Lotus - Ford              | Ted Lanfear                 | 1'35"6 | +6"7     |
| 16  | 18 | Peter de Klerk          | Alfa Special - Alfa Romeo | Otelle Nucci                | 1'35"7 | +6"8     |
| 17  | 20 | Sam Tingle              | LDS - Alfa Romeo          | Privato                     | 1'35"8 | +6"9     |
| 18  | 16 | Doug Serrurier          | LDS - Alfa Romeo          | Otelle Nucci                | 1'36"4 | +7"5     |
| 19  | 23 | Trevor Blokdyk          | Cooper - Maserati         | Scuderia Lupini             | 1'36"5 | +7"6     |
| 20  | 14 | Carel Godin de Beaufort | Porsche                   | Ecurie Maarsbergen          | 1'36"6 | +7"7     |
| 21  | 15 | Paddy Driver            | Lotus - BRM               | Selby Auto Spares           | 1'36"9 | +8"0     |

## Gara
Al via Clark fu sopravanzato da Brabham, ma già nel corso del primo passaggio il pilota scozzese riconquistò la testa della corsa. Alle sue spalle Gurney sopravanzò il compagno di squadra e Surtees, portandosi in seconda posizione. Brabham perse terreno per via di una perdita di potenza; al 43º passaggio Surtees si ritirò per la rottura del motore, cedendo il terzo posto a Hill. Le prime posizioni rimasero invariate fino al traguardo, con Clark che conquistò la settima vittoria stagionale davanti a Gurney e Hill; McLaren approfittò del ritiro di Ginther per chiudere al quarto posto, precedendo Bandini e Bonnier.

### Risultati
| Pos | No | Pilota                  | Costruttore               | Giri | Tempo/Ritiro          | Partenza | Punti |
| --- | -- | ----------------------- | ------------------------- | ---- | --------------------- | -------- | ----- |
| 1   | 1  | Jim Clark               | Lotus - Climax            | 85   | 2h10'36"9             | 1        | 9     |
| 2   | 9  | Dan Gurney              | Brabham - Climax          | 85   | +1'06"8               | 3        | 6     |
| 3   | 5  | Graham Hill             | BRM                       | 84   | +1 giro               | 6        | 4     |
| 4   | 10 | Bruce McLaren           | Cooper - Climax           | 84   | +1 giro               | 9        | 3     |
| 5   | 4  | Lorenzo Bandini         | Ferrari                   | 84   | +1 giro               | 5        | 2     |
| 6   | 12 | Jo Bonnier              | Cooper - Climax           | 83   | +2 giri               | 11       | 1     |
| 7   | 11 | Tony Maggs              | Cooper - Climax           | 82   | +3 giri               | 10       |       |
| 8   | 2  | Trevor Taylor           | Lotus - Climax            | 81   | +4 giri               | 8        |       |
| 9   | 19 | John Love               | Cooper - Climax           | 80   | +5 giri               | 13       |       |
| 10  | 14 | Carel Godin de Beaufort | Porsche                   | 79   | +6 giri               | 20       |       |
| 11  | 16 | Doug Serrurier          | LDS - Alfa Romeo          | 78   | +7 giri               | 18       |       |
| 12  | 23 | Trevor Blokdyk          | Cooper - Maserati         | 77   | +8 giri               | 19       |       |
| 13  | 8  | Jack Brabham            | Brabham - Climax          | 70   | Incidente             | 2        |       |
| 14  | 21 | Brausch Niemann         | Lotus - Ford              | 66   | +19 giri              | 15       |       |
| Rit | 18 | Peter de Klerk          | Alfa Special - Alfa Romeo | 53   | Cambio                | 16       |       |
| Rit | 22 | David Prophet           | Brabham - Ford            | 49   | Pressione dell'olio   | 14       |       |
| Rit | 6  | Richie Ginther          | BRM                       | 43   | Trasmissione          | 7        |       |
| Rit | 3  | John Surtees            | Ferrari                   | 43   | Motore                | 4        |       |
| Rit | 7  | Ernie Pieterse          | Lotus - Climax            | 3    | Motore                | 12       |       |
| Rit | 20 | Sam Tingle              | LDS - Alfa Romeo          | 2    | Trasmissione          | 17       |       |
| NP  | 15 | Paddy Driver            | Lotus - BRM               |      | Incidente nelle prove |          |       |

## Statistiche

### Piloti
- 10ª vittoria per Jim Clark
- 10° podio per Dan Gurney
- 1º giro più veloce per Dan Gurney
- 50º Gran Premio per Graham Hill
- 1º Gran Premio per Trevor Blokdyk, Brausch Niemann, David Prophet, Sam Tingle, Peter de Klerk e Paddy Driver

### Costruttori
- 15° vittoria per la Lotus
- 25° podio per la Lotus
- 1º giro più veloce per la Brabham
- 1º Gran Premio per la Alfa Special

### Motori
- 29° vittoria per il motore Climax
- 30º giro più veloce per il motore Climax

### Giri al comando
- Jim Clark (1-85)

## Classifiche

### Piloti
| Pos | Pilota                  | Punti   |
| --- | ----------------------- | ------- |
| 1   | Jim Clark               | 54 (73) |
| 2   | Graham Hill             | 29      |
|     | Richie Ginther          | 29 (34) |
| 4   | John Surtees            | 22      |
| 5   | Dan Gurney              | 19      |
| 6   | Bruce McLaren           | 17      |
| 7   | Jack Brabham            | 14      |
| 8   | Tony Maggs              | 9       |
| 9   | Innes Ireland           | 6       |
|     | Lorenzo Bandini         | 6       |
|     | Jo Bonnier              | 6       |
| 12  | Jim Hall                | 3       |
|     | Gerhard Mitter          | 3       |
| 14  | Carel Godin de Beaufort | 2       |
| 15  | Trevor Taylor           | 1       |
|     | Jo Siffert              | 1       |
|     | Ludovico Scarfiotti     | 1       |

### Costruttori
| Pos | Team             | Punti   |
| --- | ---------------- | ------- |
| 1   | Lotus - Climax   | 54 (74) |
| 2   | BRM              | 36 (45) |
| 3   | Brabham - Climax | 28 (30) |
| 4   | Ferrari          | 26      |
| 5   | Cooper - Climax  | 25 (26) |
| 6   | BRP - BRM        | 6       |
| 7   | Porsche          | 5       |
| 8   | Lotus - BRM      | 4       |